# Montreuil-sur-Thonnance
Montreuil-sur-Thonnance là một xã thuộc tỉnh Haute-Marne trong vùng Grand Est đông bắc nước Pháp. Xã này nằm ở khu vực có độ cao trung bình 277 mét trên mực nước biển.